# コーネル大学
コーネル大学（英語: Cornell University）は、アメリカ合衆国のニューヨーク州イサカに本拠地を置く大学で、アイビーリーグの一角を占める米国屈指の名門校である。校名は創設者となった上院議員エズラ・コーネルの名前にちなむ。
ニューヨーク州から公有地の提供と財政的な支援を受けて創設され、現在でも地元の農業・畜産業と深く結びついた獣医学や造園学・都市計画などの分野で定評がある。ロー・スクールやメディカル・スクールを中心に各種大学ランキングでも長年にわたって最上位にある。またホテル経営学部は世界各国の著名ホテルから留学生を受け入れており、帝国ホテルや星野リゾートからも幹部候補生が派遣されるなど、日本との関係も深い。
2024年時点の学部合格率は7.5％と全米最難関のグループで、1年間の学費（教材費・生活費など含まず）は約6万6000ドル（約1千万円）と発表されている。
学術研究拠点としても高い水準を保っており、歴代のノーベル賞受賞者数は62人にのぼる。

## 沿革
コーネル大学は、1865年に、米国の電信事業における先駆者でありニューヨーク州上院議員であったエズラ・コーネルと、同じく州上院議員でミシガン大学の元教授であったアンドリュー・ディクソン・ホワイトによって設立憲章が起草され、1868年10月7日、3年余りの準備期間の後、ニューヨーク州イサカに開設された。
他の科学的および古典的研究を排除し、軍事戦術を含むことなく、農業および機械工芸に関連する学問の分野を、州の立法府がそれぞれ規定するような方法で教え、生活におけるいくつかの追求と職業における産業階級の自由で実践的な教育を促進することを目的に設置された。
同大学の著名な研究分野である機械工学、生命科学、経営学、建築学、造園学、農学、獣医学などは世界最高峰と評されている。また、コンピュータ工学もアイビー・リーグの中で最大の施設と研究を誇り、全米でトップ 5 に入る名門分野である。 
同大学はロックフェラー大学とスローン・ケタリング癌センターともに共同でMD-PhD プログラム（Weill Cornell/Rockefeller/Sloan-Kettering Tri-Institutional MD-PhD program)を提供している。

## 大学ランキング
- THE世界大学ランキング：第20位（2025年）[11]
- USニューズ米国内大学ランキング：第11位（2025年）[11]
- QS世界大学ランキング：第16位（2025年）[12]
- CWUR世界大学ランキング：第14位（2024年）[13]
- ARWU世界大学学術ランキング：第12位（2024年）[14]
- ウォールストリート・ジャーナル米国内大学ランキング：第27位(2025年)[15]

## 学部・大学院

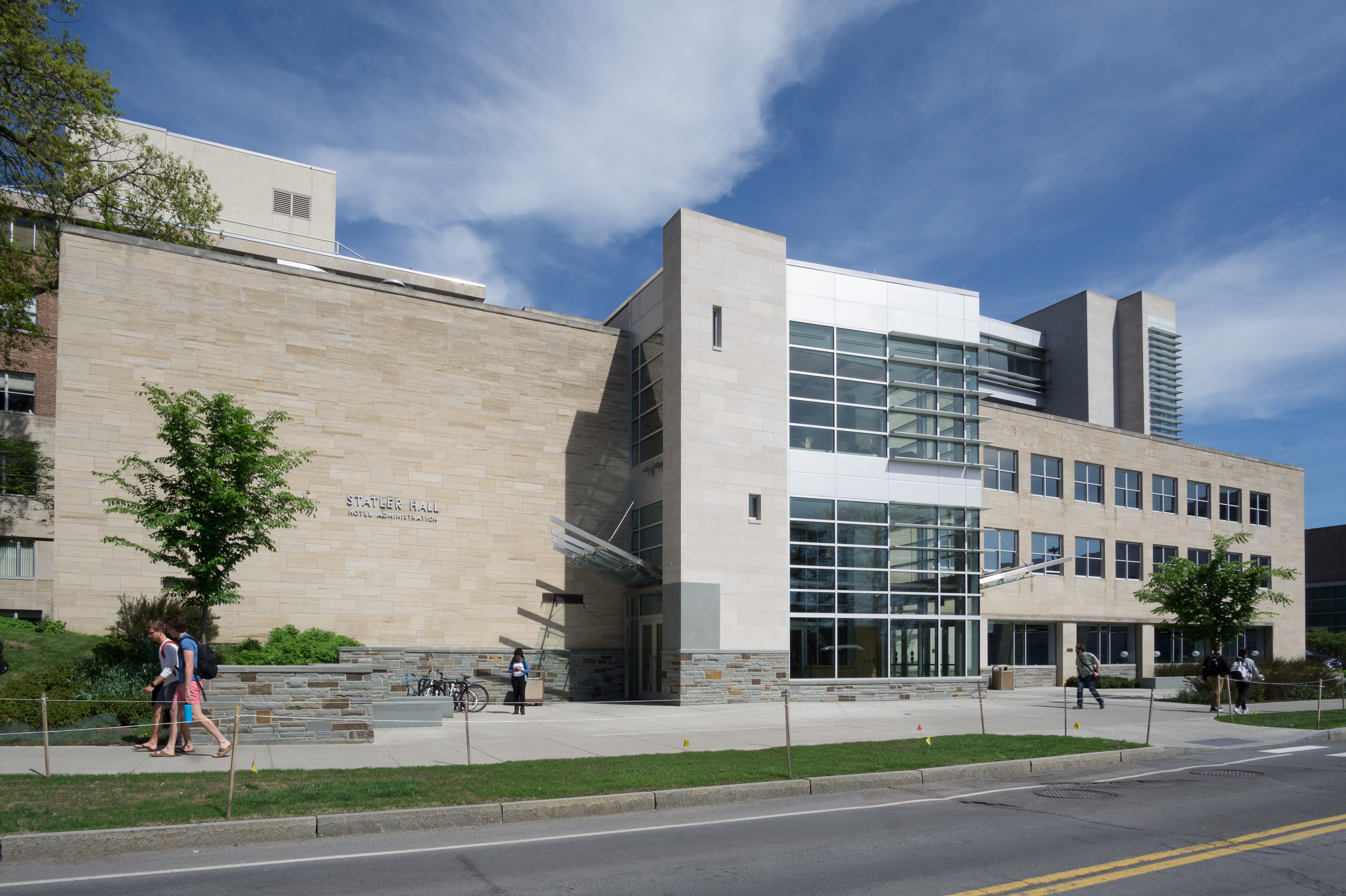
コーネル大学ホテル経営学部(SHA: School of Hotel Administration)

Undergraduate Colleges and Schools
- College of Agriculture and Life Sciences*
- College of Architecture, Art, and Planning
- College of Arts and Sciences
- College of Engineering(コーネル大学工学部)
- School of Hotel Administration(コーネル大学ホテル経営学部)(SHA)
- College of Human Ecology*
- School of Industrial and Labor Relations*

Graduate/Professional Colleges and Schools
- Graduate School
- Law School (コーネル大学ロースクール)(Cornell Law)
- Johnson Graduate School of Management(コーネル大学ジョンソン経営大学院)(Johnson)
- Weill Cornell Medical College(ワイル・コーネル医科大学院)(Weill, New York City)
- Weill Cornell Medical College (Qatar)
- Weill Cornell Graduate School of Medical Sciences(New York City)
- College of Veterinary Medicine(コーネル獣医学大学院(Cornell Veterinary)*

Other Cornell Academic Units and Degree-Granting Programs
- Cornell Cooperative Extension
- Cornell Institute for Public Affairs(コーネル大学公共政策大学院)(CIPA)
- Cornell University Library
- Division of Nutritional Sciences
- Faculty of Computing and Information Science
- Office of Undergraduate Biology
- Program in Real Estate
- School of Continuing Education and Summer Sessions

なお*印が、ニューヨーク州設立の教育ユニット

## 研究機関
米国連邦国立研究センターとして次の4つが設置されている。
- Cornell High Energy Synchrotron Source (CHESS)
- Cornell NanoScale Facility (CNF)
- Laboratory of Elementary-Particle Physics (LEPP)
- National Astronomy and Ionosphere Center (NAIC)

そのほかにも、100を超える研究所及びラボラトリーの設置、ならびに教育プログラムを実施中。

## 特筆すべき点

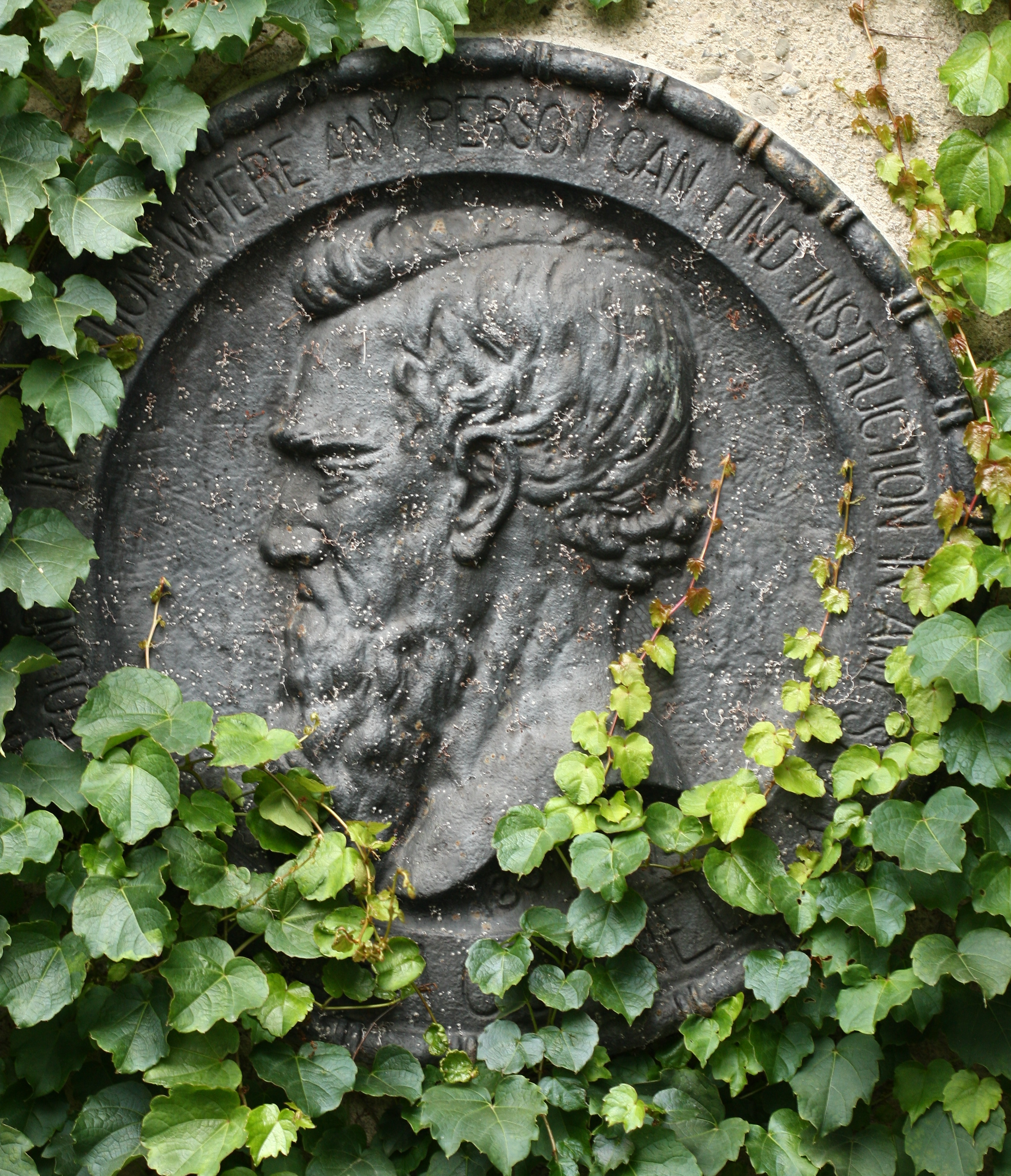
Ezra Cornell

1970年代から始まった情報検索システムであるSMARTシステムの研究開発等によって、また、電子図書館 (Digital Archive, Digital Library) の実現において先駆的な業績を残した。その他には、データベース分野、知識処理の分野でも数多くの業績を残している。
物理学の分野でもコンピュータ科学学科との連携により、高エネルギー物理学のための情報交換プロトコル等の設計で顕著な業績を残している。
生命科学の分野では、物理学の分野と同じくコンピュータ科学学科との連携により、アメリカ国立衛生研究所の遺伝情報データベースの構築等で業績を上げている。また、医学分野との連携によって、タンパク質の解析等の分野でも成果を挙げつつある。
SETI@Home（関連項目：SETI）プロジェクトにおけるデータの提供を行っている、プエルトリコにあるアレシボ電波天文台の運営をアメリカ国立科学財団より委託を受けて行っている。

## デジタルコレクション
コーネル大学図書館　デジタル・コレクション 

## 学生生活

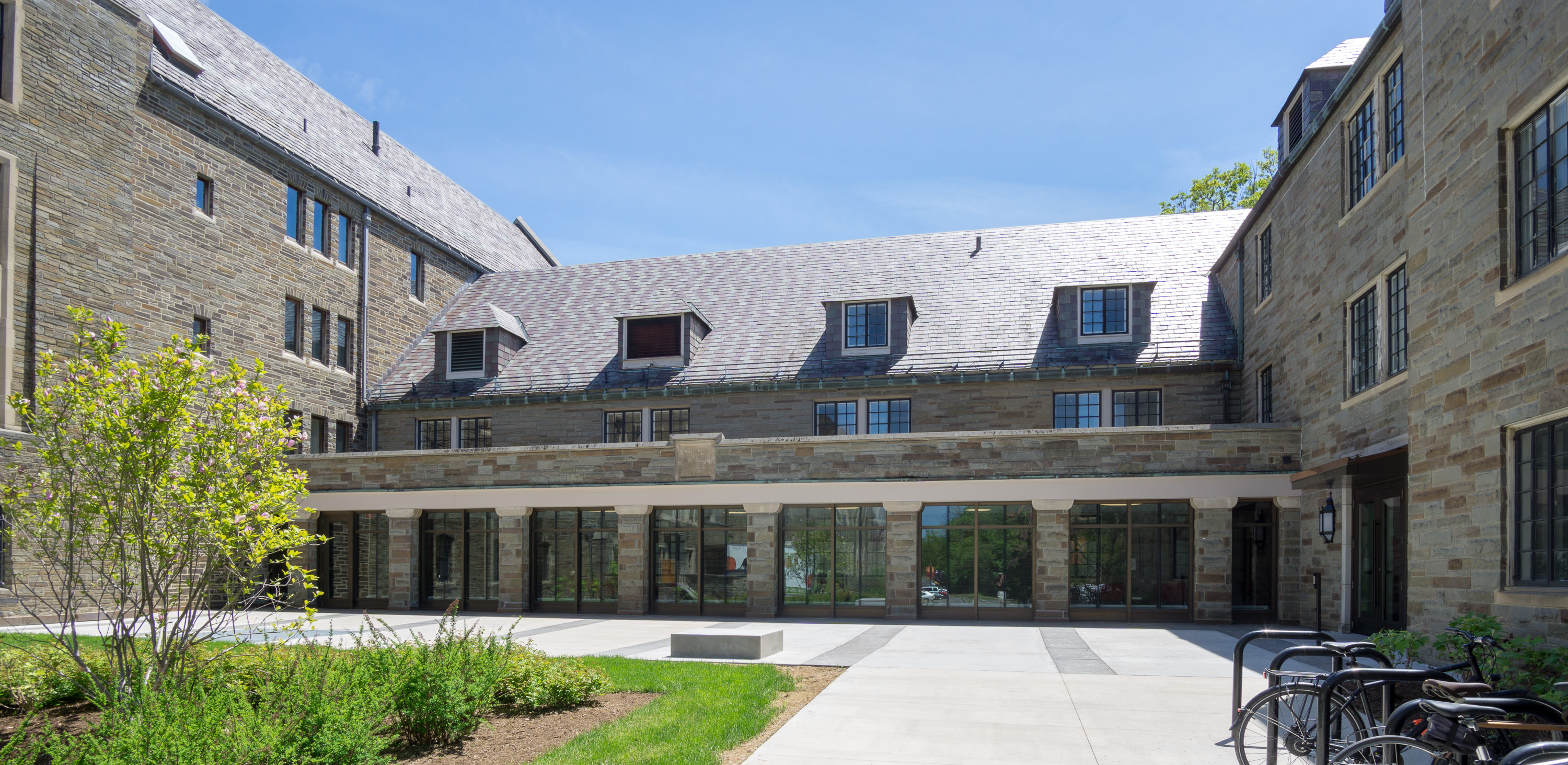
コーネル大学ロースクール

### スポーツ
コーネル大学のスポーツチームは「コーネル・ビッグ・レッド」と呼ばれている。コーネル大学には30以上のスポーツチームがあり、全米大学体育協会（NCAA）のカンファレンスはアイビー・リーグに所属しているが、アイスホッケーについてはECACホッケー・リーグ（ECAC Hockey League)に所属している。

アイスホッケーは同校で最も人気のあるスポーツの一つであり、冬の風物詩となっている。同校は全米選手権の優勝を２回、フローズン・フォー（全米ベスト４）進出を８回果たしている強豪である。アイスホッケーの長年のライバルはハーバード大学であり、全米でも有名なカレッジアイスホッケーのライバル関係である。
コーネル大学のホームアリーナであるリナーリンク（Lynah Rink）でハーバード大学と対戦する際は、ハーバード大学の選手が入場する際に熱狂的なファンが大量の魚をリンクに投げ入れることが恒例となっている。これは、ハーバード大学が港町（ボストン）にあることを揶揄しているのである。

## 関係者

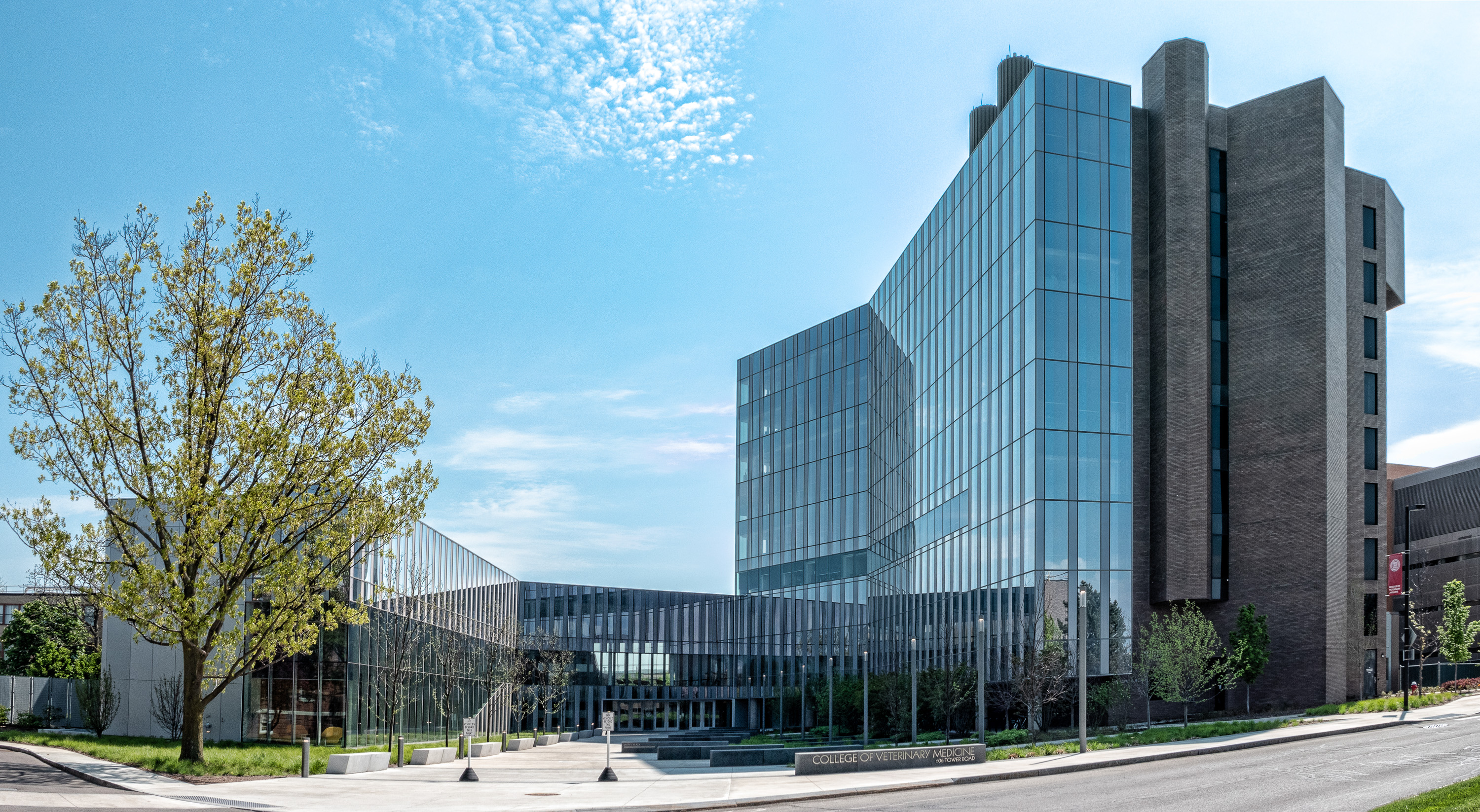
コーネル獣医学大学院(Cornell Veterinary)

（参照「コーネル大学卒業生一覧（英語版） List of Cornell University alumni）

### 卒業生

#### ノーベル賞受賞者
- ジョージ・ウェルズ・ビードル (Ph.D. 1930年) - ノーベル生理学・医学賞 1958年
- パール・S・バック (M.A. 1926年) - ピューリッツァー賞 受賞作品「大地」の著者、  ノーベル文学賞 1938年
- ロバート・エングル (M.S. 1966年, Ph.D. 1969年) - ノーベル経済学賞（2003年）の共同受賞者、 時系列分析手法の確立により
- ロバート・フォーゲル (B.A. 1948年) - ノーベル経済学賞 1993年
- シェルドン・グラショー (A.B. 1954年) -  ノーベル物理学賞 1979年
- ロバート・W・ホリー (Ph.D. 1947年) -  ノーベル生理学・医学賞 1968年
- バーバラ・マクリントック (B.S. 1923年, A.M. 1925年, Ph.D. 1927年) - ノーベル生理学・医学賞 1983年
- トニ・モリスン (A.M. 1955年) - 作家、 ノーベル文学賞
- ジョン・モット (B.A. 1888年) -  ノーベル平和賞 1946年
- ダグラス・D・オシェロフ (M.S. 1971年, Ph.D.1973年) -  ノーベル物理学賞 1996年
- イジドール・イザーク・ラービ (B.Chem. 1919年) - ノーベル物理学賞 1944年
- スティーヴン・ワインバーグ (A.B. 1954年) -  ノーベル物理学賞 1979年

#### 政治 / 法律
- Rob Andrews (J.D. 1982) - U.S. Representative from New Jersey's first congressional district.
- Sandy Berger (B.A. 1967) - National Security Advisor to President Bill Clinton.
- Samuel Bodman, (B.S. 1961) - Deputy Secretary of the U.S. Treasury Department and United States Secretary of Energy under President George W. Bush.
- Barber B. Conable (A.B. 1942, LL.B. 1948) - president of the World Bank from 1986 to 1991, Congressional Representative (R-New York) for nine consecutive terms
- ジョセフ・B・フォラカー - オハイオ州知事、上院議員
- 潮田江次 - 政治学者、第9代慶應義塾塾長
- 成瀬正恭 (LL.B. 1889, LL.D. 1890) - 銀行家、十五銀行頭取
- Stephen Friedman (A.B. 1959) - assistant for economic policy to President George W. Bush, and director of the National Economic Council.
- Ruth Bader Ginsburg (A.B. 1954) - U.S. Supreme Court associate justice.
- Stephen Hadley (B.A. 1969) - National Security Advisor to George W. Bush.
- Philip H. Hoff (1951) - The first Democratic Governor of Vermont since the Civil War
- Jerome H. Holland (B.S. 1939, M.S. 1941) -  businessman; president of Delaware State College (1953–60) and of Hampton Institute (1960–70); U.S. ambassador to Sweden (1970–73); national chairman of the American Red Cross (1979–85).
- Alan Keyes (transferred to Harvard) - Former diplomat and Republican candidate for President (twice) and Senate (twice from Maryland, once from Illinois).
- Goodwin Knight - 31st Governor of California
- Stephen D. Krasner (A.B. 1963) - professor of political science at Stanford University, appointed Director of Policy Planning at the United States State Department by Condolezza Rice
- Sol Linowitz (J.D. 1931) - Diplomat, Ambassador, Chairman of Xerox, Presidential Medal of Freedom recipiant
- 胡適 (B.A. 1914) - Chinese philosopher, poet, statesman; championed vernacular Chinese as a literary language.
- 李登輝 (Ph.D. 1968) - 第4代中華民国総統
- Edmund Muskie (LL.B. 1939) - Governor of Maine; U.S. senator, presidential candidate, Secretary of State.
- Janet Reno (B.A. 1960) - United States Attorney General under Bill Clinton.
- William P. Rogers (LL.B. 1937) - United States Attorney General and Secretary of State.
- Michael Ross (1981) - Convicted Serial killer; scheduled to be executed January 26th, 2005, by the State of Connecticut.
- Kathleen M. Sullivan (A.B. 1976) - professor at Stanford University, dean of Stanford Law School from 1999-2004
- Paul Wolfowitz (A.B. 1965) - United States Deputy Secretary of Defense under George W. Bush, President of the World Bank.
- William Vollmann - Journalist, Author of numerous books on war, including a seven volume treatise on violence
- 上田勇 - 参議院議員、衆議院議員
- 赤沢亮正 - 衆議院議員
- 山本幸三 - 衆議院議員
- 岡村直子 - 文部科学省国際統括官
- 関有一 - 総務省行政評価局長
- ヘリ・アフマディ - インドネシアの政治家、駐日大使
- 長崎幸太郎 - 山梨県知事
- 薮中三十二 - 外務事務次官
- 森元良幸 - 警察庁長官官房長、警視庁副総監、広島県警察本部長[16]

#### ビジネス
- Dr. Ken Blanchard - management consultant, co-author The One Minute Manager
- Jeff Bleustein (B.S. 1960, M.M.E. 1961) - CEO of Harley-Davidson
- Willis Haviland Carrier (M.E. 1901) - founder of the Carrier Corporation
- 趙顕娥 - 実業家（大韓航空元副社長）
- Barber B Conable (A.B. 1942, LL.B. 1948) - Congressional representative 1965–85; World Bank president 1986–91
- Adolph Coors (A.B. 1907) - co-founder of the Coors beer brewing company.
- Joseph Coors (B.S. 1939) - co-founder of the Coors beer brewing company.
- Pete Coors (B.S. 1969) - Coors brewery executive and 2004 Senatorial Candidate.
- Alonzo Galloway Decker, Jr. (B.E.E. 1929) - CEO of Black and Decker
- Jonathan Dolgen - Chairman of Viacom
- David Duffield (B.E.E. 1962, M.B.A. 1964) - ソフトウェア企業ピープルソフトの共同設立者
- David Edgerton - co-founder of Burger King restaurant chain
- Edward A. Fox (M.S. 1981, Ph.D. 1983) - first employee and president of Sallie Mae
- Frank E. Gannett (A.B. 1898) - founder of Gannett media company
- アーウィン・M・ジェイコブス (B.E.E. 1956) - founder of Qualcomm, a Fortune 500 company
- Herbert F. Johnson (A.B 1922) and Samuel C Johnson (A.B 1950) - founder/first executives of SC Johnson and the Johnson family businesses
- Austin Kiplinger (A.B. 1939) - journalist, editor of The Kiplinger Letter,  founder of Kiplinger's Personal Finance magazine, winner of the Peabody Award
- Charles Lee (B.S. 1962) - CEO of Verizon
- Oscar Gustave Mayer (B.A. 1934) - CEO of Oscar Mayer
- Jim McLamore - co-founder of Burger King restaurant chain.
- Perry Odak - CEO of Ben and Jerry's
- Frederick Douglass Patterson (Ph.D. 1933) - educator, philanthropist, and founder of the United Negro College Fund; recipient of the Presidential Medal of Freedom 1987
- Tom Peters (B.C.E. 1965, M.E.C. 1966) - business management motivational guru
- Lewis Platt (B.S.M.E. 1964) - former CEO of Hewlett-Packard, chairman of Boeing
- Charles E. Sporck - CEO of National Semiconductor
- M. Carey Thomas - Founder and first president of Bryn Mawr
- Ratan N Tata (B.Arch. 1962) - Chairman of Tata Sons (India's wealthiest business group)
- Sanford I. Weill (A.B. 1955)- CEO of Citigroup and co-founder of Salomon Smith Barney, the second largest securities investment firm in the world
- 犬丸一郎 - 帝国ホテル第2代社長[17]
- 百木三郎 - 東洋陶器（現TOTO）社長
- 山口祐司 - 富士屋ホテルチェーン総支配人
- 藤居讓太郎 - コンサルタント、日本サブウェイ創業者
- 星野佳路 - 星野リゾート社長
- 桐山健一 - 神戸屋社長、日本パン工業会副会長
- 塩村仁 - ノーベルファーマ創業者
- 相木孝仁 - 楽天ヨーロッパCEO、コボCEO、フュージョンコミュニケーションズ社長、鎌倉新書社長
- 茅野みつる - 伊藤忠商事常勤監査役

#### 医学
- ロバート・アトキンス (M.D. 1955年) - 医学者、アトキンス式ダイエットの創始者
- Urie Bronfenbrenner (A.B. 1938) - pioneering researcher in human development
- Dr. Joyce Brothers (B.S. 1947) - author, psychologist, and television personality.
- Dr. Henry Heimlich (A.B. 1941, M.D. 1943) - inventor of the Heimlich maneuver.
- Dr. C. Everett Koop (M.D. 1941) - Surgeon General of the United States from 1982 to 1989
- Philip Levine (M.D. 1923) - immuno-hematologist; discovered the Rh factor in blood in 1939.

#### 社会科学
- ソースティン・ヴェブレン - 経済学者・社会学者。制度派経済学の創始者の一人
- フランシス・フクヤマ (A.B) - 政治アナリスト。ネオコンの理論家。現ジョンズ・ホプキンス大学教授。
- ロバート・エングル (M.S. 1966年, Ph.D. 1969年) - ノーベル経済学賞（2003年）の共同受賞者
- ロバート・フォーゲル (B.A. 1948年) - ノーベル経済学賞 1993年
- クラウディア・ゴールドウィン - 経済評論家・エコノミスト。
- J・H・スチュワード (B.A. 1925年) - 文化人類学者。文化生態学の創始者。
- 秋山信将 - 国際政治学者。一橋大学教授、ウィーン政府代表部公使。
- 加藤剛 - 社会学者。京都大学名誉教授。
- 北畠能房 - 環境学者。京都大学名誉教授。
- 近藤安月子 - 教育学者。東京大学名誉教授。
- 元橋一之 - 経済学者。東京大学教授。
- 桑原靖夫(M.S. 1967年)- 経済学者。獨協大学名誉教授。第8代学長。

#### 科学 / テクノロジー
- John Casper Branner (1882, geologist, second president of Stanford University
- Willis Haviland Carrier (M.E. 1901) - inventor of modern air conditioning technology, founder of the Carrier Corporation
- Milislav Demerec (PhD 1923 - geneticist and long serving director of the Cold Spring Harbor Laboratory
- William F. Friedman (B.S.) - Considered by many to be one of the greatest cryptologists of all time,
- ポール・グレアム (AB) - co-founder of ViaWeb, noted author and evangelist of Lisp, creator of Bayesian spam filters.
- ウィルソン・グレートバッチ (B.E.E. 1950) - インプラント型心臓ペースメーカの開発、実用化に貢献
- ルロイ・グラマン - 航空機メーカー、グラマン の創業者
- ジェフ・ホーキンス (1979年) - inventor of the PalmPilot and founder of Palm, Inc. and Handspring
- Laurens Hammond (M.E. 1914) - inventor of the Hammond organ
- アーヴィン・ジェイコブス (B.E.E. 1954年) - 携帯電話におけるCDMA技術の開発者。クアルコムの創業者
- ポール・マクユーエン（Paul McEuen）-物理学科教授、世界中の研究者を震撼させたベル研究所の論文捏造事件を暴いた、ナノテク研究の世界的権威の一人、Nanosys者技術顧問
- デイビッド・スター・ジョーダン (M.S. 1872年) - spent undergraduate years at Cornell, was a en:Smithsonian Institution
- ポール・フリードバーグ（理学士号 1954年） - 造園家、環境デザイナー、ランドスケープアーキテクト
- ジョン・フィルモア・ヘイフォード - 測地学者
- 関口八重吉 (M.S. 1905年） - 機械工学者、東京工業大学教授、日本機械学会会長。

#### 芸術全般
- ハワード・ホークス-映画監督
- スティーヴ・ライヒ-作曲家。ミニマル・ミュージックを代表する人物
- ヒューイ・ルイス - ヒューイ・ルイス&ザ・ニュースのリーダー。1969年に入学したが、1970年に中途退学
- グレッグ・グラフィン-バッド・レリジョンのボーカリスト

#### その他
- ゴリラ・モンスーン - プロレスラー
- チャド・ブラウン - 調教師